# Kasjmir-edelhert
Het Kasjmir-edelhert (Cervus hanglu hanglu) is een zoogdier uit de familie van de hertachtigen (Cervidae). De wetenschappelijke naam van de ondersoort werd in 1844 gepubliceerd door Johann Andreas Wagner.

## Verspreiding
Het Kasjmir-edelhert komt voor in Kasjmir en het noorden van Chamba, en de grootste populatie leeft in het nationaal park Dachigam, dat zich in het noordelijke Indiase unieterritorium van Jammu en Kasjmir bevinut.

## Taxonomie
In 2015 verschenen de resutaten van nieuw onderzoek naar de evolutie van het geslacht Cervus, waarin voor het eerst ook het Kasjmir-edelhert (Cervus elaphus hanglu) was meegenomen. De groep van drie taxa die uit het Tarimbekken stammen (C. hanglu, C. bactrianus en C. yarkandensis) kwam daaruit als nauw aan elkaar verwant naar voren. Op basis hiervan werd voorgesteld om Cervus hanglu de soortstatus te geven, met het Kasjmir-edelhert (Cervus hanglu hanglu), Afghaans edelhert (C. hanglu bactrianus) en het Jarkandhert (C. hanglu yarkandensis) als ondersoorten. Deze opvatting werd nog eens bevestigd in 2018.